# Naturpark Schlaubetal

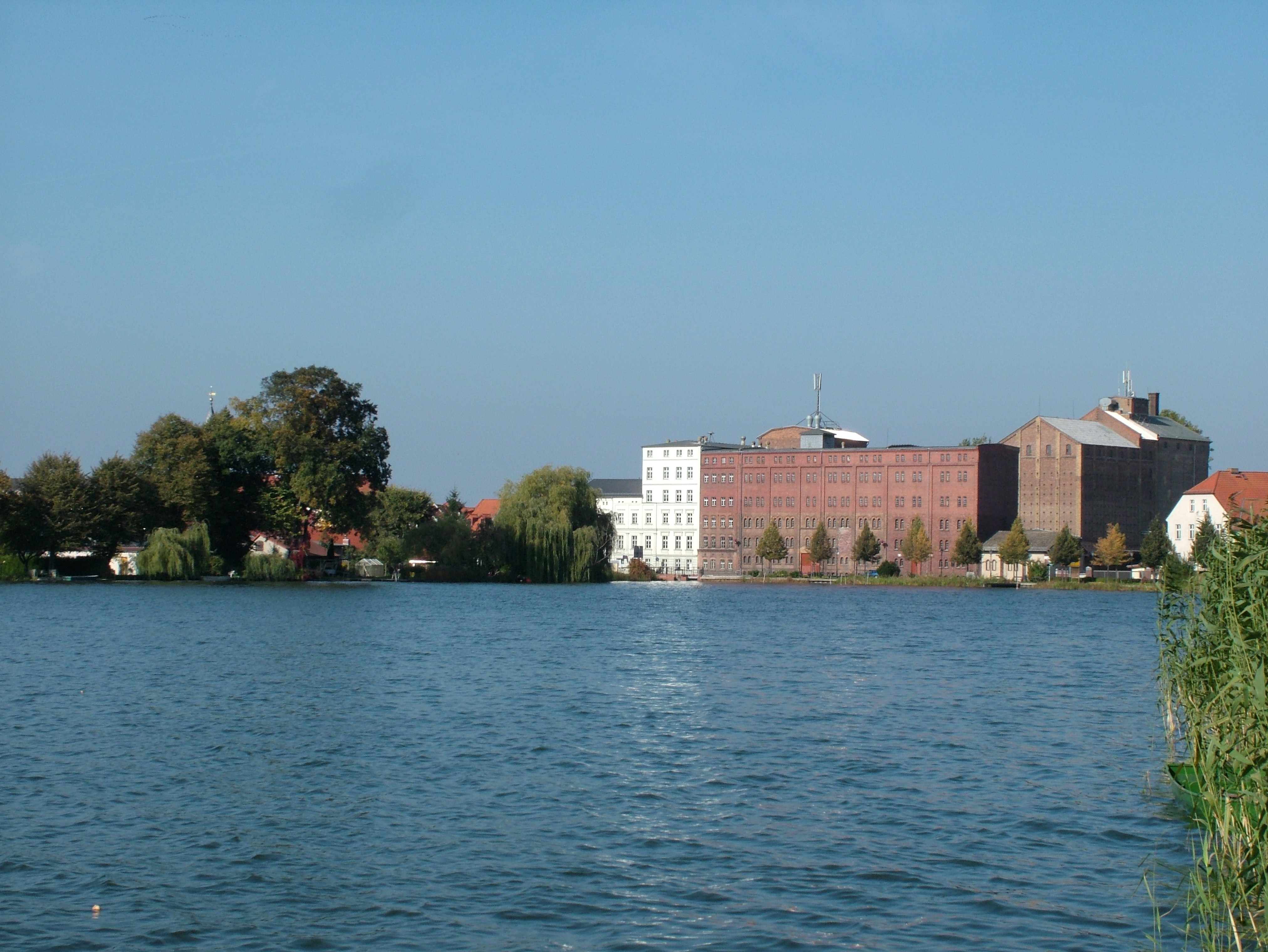
Müllroser See

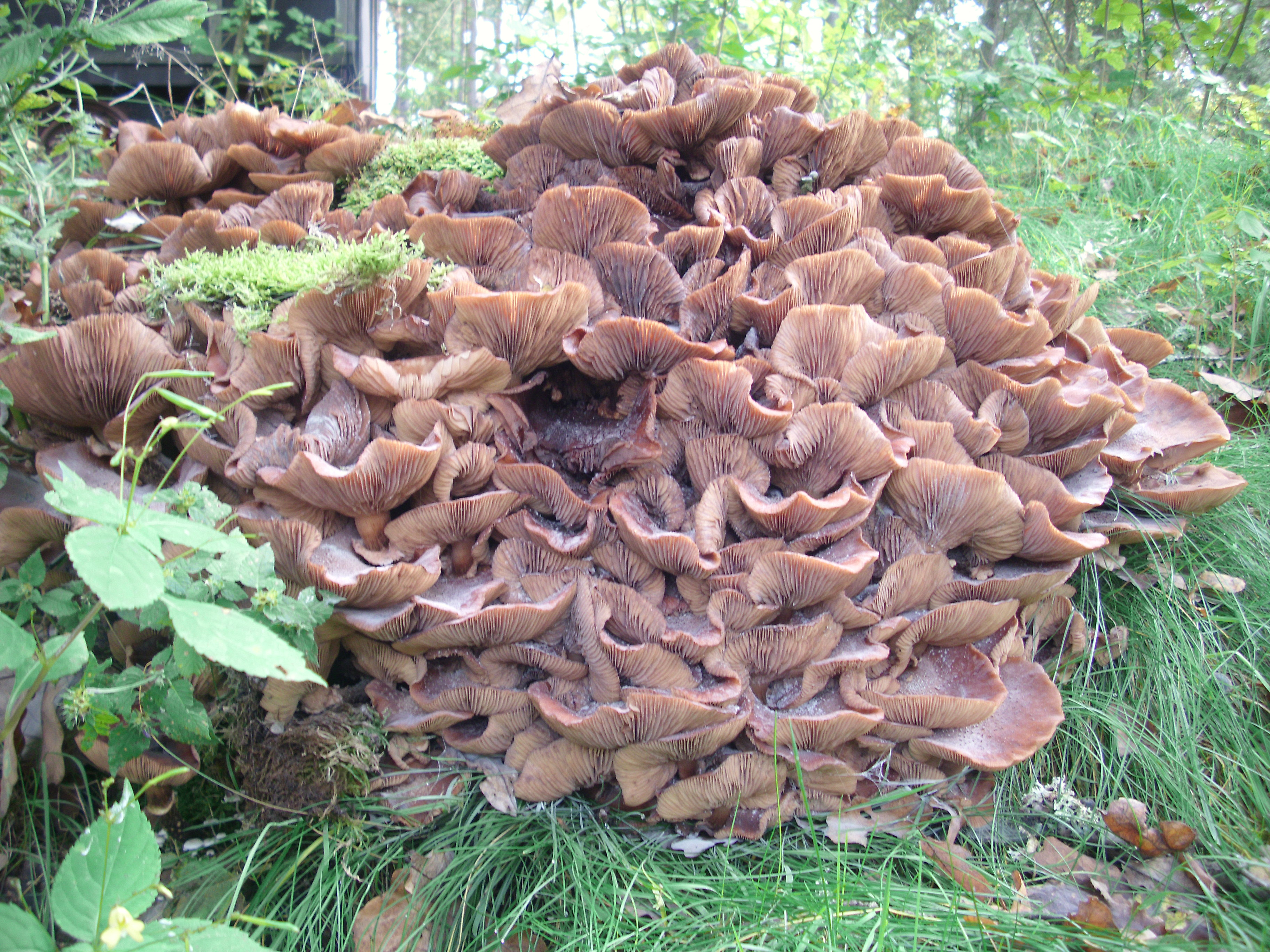
Pilzbewuchs eines Stubben am Mühlteich der Schlaubemühle

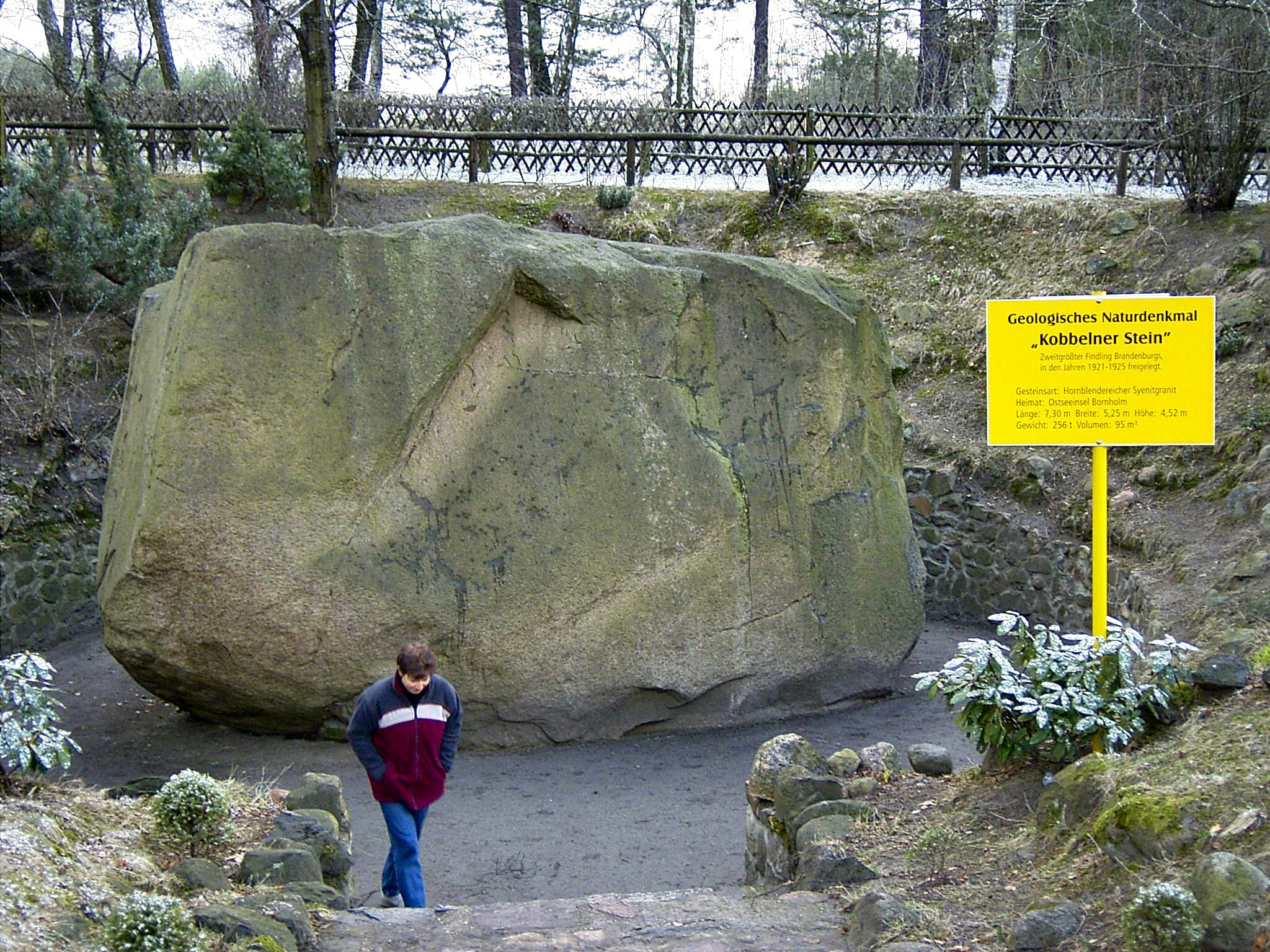
Kobbelner Stein, Gewicht 256 Tonnen, bei Kobbeln

Der Naturpark Schlaubetal wurde am 5. Dezember 1995 gegründet und liegt südöstlich von Berlin im Land Brandenburg. Er erstreckt sich von Müllrose im Norden über die Reicherskreuzer Heide bis nach Drewitz, einem Ortsteil der Gemeinde Jänschwalde, im Süden und von Grunow-Dammendorf im Westen über Henzendorf nach Bomsdorf im Osten. Von seinen 227,4 km² entfallen 79,9 km² auf sechs Landschaftsschutzgebiete, 73,8 km² auf dreizehn Naturschutzgebiete und 73,7 km² auf dreizehn Fauna-Flora-Habitat-Gebiete (FFH).

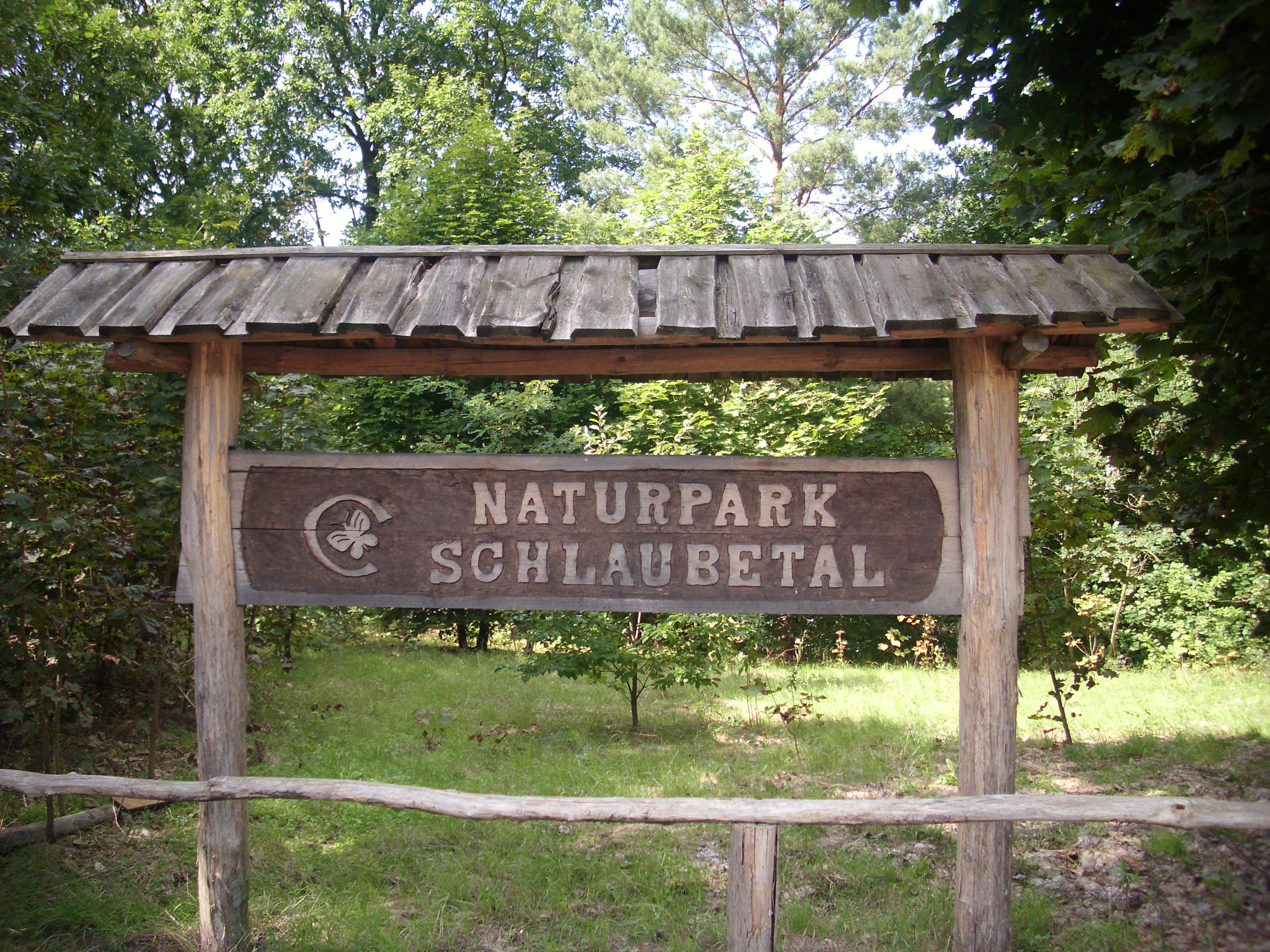
Naturpark Schlaubetal

## Natur

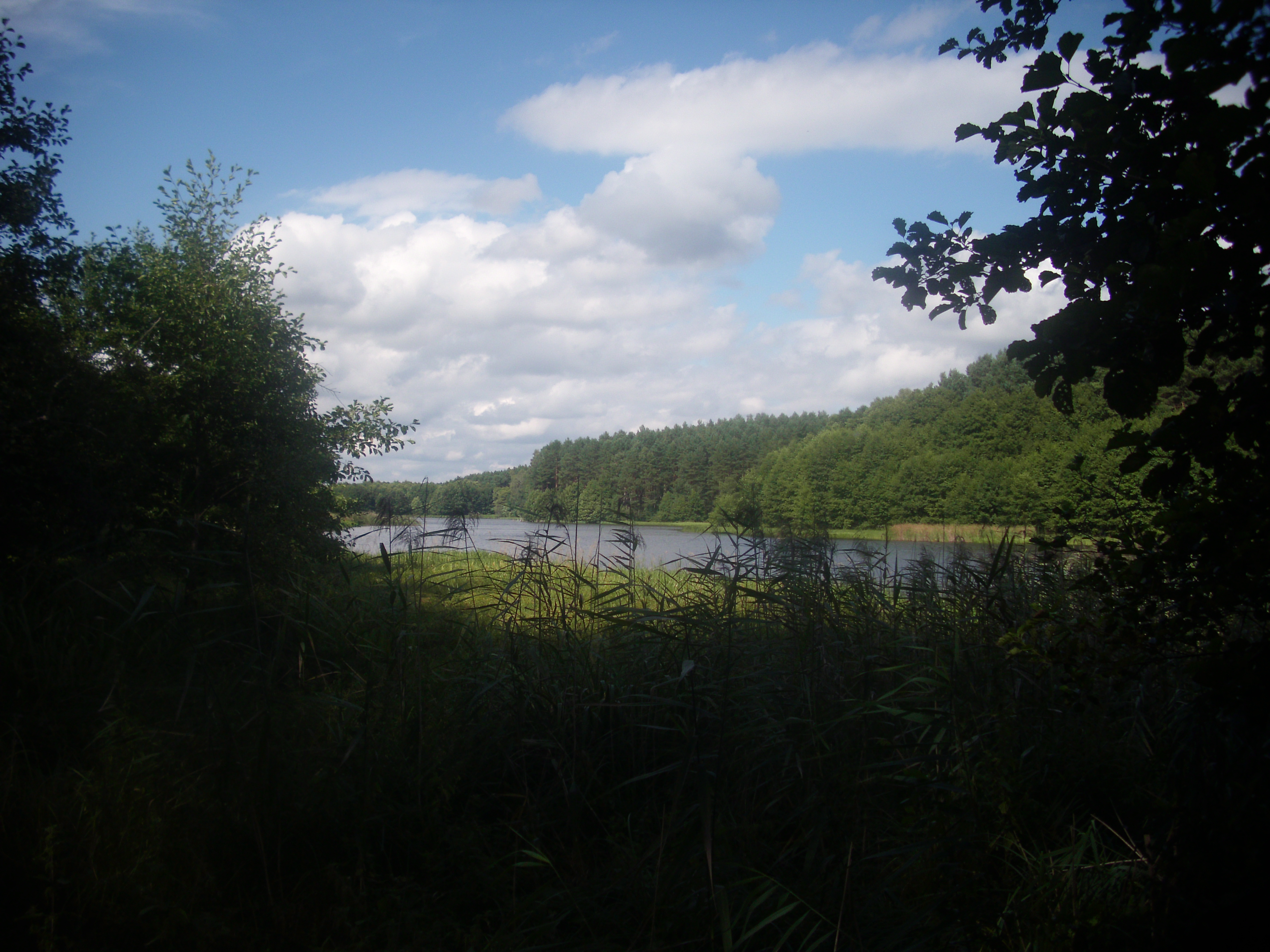
Mühlteich südlich Oelsener See, nördlich der Walkemühle

Die Landschaft entstand im Wesentlichen vor etwa 20.000 Jahren im Brandenburgischen Stadium der Weichsel-Eiszeit. Diese schuf die Schmelzwassersysteme der Schlaube, Dorche, Oelse und Demnitz.
Es finden sich in diesem Gebiet auf engstem Raum völlig unterschiedlich geartete Landschaften. Ausgedehnte Kiefernwälder ebenso, wie Buchen- und Traubeneichenwälder, Erlenbrüche, tiefe Schluchten, in welchen die Flüsse sehr schnell fließen, aber auch ruhige Seen oder Feuchtwiesen.
Die Kiefernwälder zeigen eine lange Tradition der Waldnutzung, so die Mahlheide mit Bauernkiefern, uralten Bäumen mit weit ausladenden Ästen (Kiefernsträucher), aber auch neuzeitliche Pflanzungen. Die Reicherskreuzer Heide ist eine weitläufige Heidefläche mit Bestand an Birkenwäldern.
Im Naturpark Schlaubetal leben über 140 seltene Vogelarten, unter anderem Fisch- und Seeadler, Eisvogel und Schwarzstorch. In den Seen leben zahlreiche Fischarten, da die Seen der Mühlen über die Jahrhunderte auch zur Fischzucht genutzt wurden. Es gibt zahlreiche Amphibienarten, welche hier ihre Laichplätze finden. Fast ein Dreiviertel der in Brandenburg nachgewiesenen Großschmetterlingsarten, wie zum Beispiel der Hochmoor-Perlmuttfalter, ein reicher Bestand an Wild, aber auch Fischotter und mehrere Fledermausarten.
Es wurden 1.000 Pflanzenarten nachgewiesen, davon derzeit noch 13 Orchideenarten, wie Frauenschuh und Korallenwurz. 13 Tier- und Pflanzenarten kommen brandenburgweit nur noch im Naturpark Schlaubetal vor.
Bei Henzendorf befindet sich ein Findlingspark auf etwa 4 ha Fläche. 126 farbige und behauene Steine – der schwerste wiegt 30 Tonnen, der älteste ist ca. 1,8 Millionen Jahre alt – sind Zeugnisse der Erdgeschichte. An den Herkunftsorten lässt sich ablesen, wie sie den Weg mit dem Gletscher in das Schlaubetal nahmen.

## Naturschutzgebiete
- Das Schlaubetal, 130 ha wurden bereits 1961 unter Schutz gestellt. Durch seine außerordentliche Artenvielfalt und die große Anzahl an Gewässern ist es der zentrale Teil des Naturparks. Im Jahre 2002 wurde das Gebiet abermals erweitert, heute umfasst es 1504 ha.
- Auch der Urwald Fünfeichen ist seit 1961 Schutzgebiet. 9 ha Totalreservat zeigen einen naturnahen Eichenwald, wie er ohne den Eingriff des Menschen gestaltet ist.
- Die naturnahen Verlandungsmoore rund um den Teufelssee sind ebenfalls seit 1961 auf einer Fläche von 56,8 ha geschützt.
- Tauersche Eichen und Pinnower Läuche, dieses Schutzgebiet bestand 1967 mit den Tauerschen Eichen bereits auf 23,68 ha, im Jahre 2002 wurde es auf 1533 ha erweitert. Die Traubeneichen liegen heute im Totalreservat.
- Im Jahre 1981 folgte das vermoorte Fließtal der Demnitz, 87 ha groß ist das Oberes Demnitztal.
- Seit 1990 ist die Mahlheide mit ihrem ungewöhnlichen Kiefernbestand auf 33,4 ha geschützt.
- Klarwasserseen mit Moorbildung bilden den Große Göhlenze und Fichtengrund, ebenfalls im Jahre 1990 sind die 268 ha unter Schutz gestellt worden.
- Mit der Stilllegung des Truppenübungsplatzes Lieberose kann die Reicherskreuzer Heide und Schwansee heute wieder zur Grundwasserbildung beitragen. Seit 1995 sind 2840 ha Heidefläche unter Schutz.
- Die Moorwälder der Trautzke-Seen und Moore gehören seit 2002 ebenfalls zum Naturpark Schlaubetal, sie umfassen ein Gebiet von 68 ha.
- Im Jahre 2003 wurden 363 ha des nördlich gelegenen Talabschnittes als Unteres Schlaubetal unter Schutz gestellt. Hier dominieren ebenfalls Gewässer und Feuchtbiotope.
- Der Pastlingsee, ein natürlicher eutropher See, wurde mit 61 ha im Jahre 2003 geschützt. Er befindet sich jedoch in kritischem Zustand.
- Es folgte das Calpenzmoor, 136 ha wurden 2004 Schutzgebiet, da sich hier u. a. ehemalige Torfstiche befinden.
- 2018 wurde die Oelsenniederung mit Torfstichen auf einer Fläche von 91 ha als NSG ausgewiesen. Das Gebiet dient mit seinen Mooren und Feuchtwiesen dem Erhalt und Schutz vieler Moorpflanzen und als Nahrungsgebiet diverser Greifvögel.

## Landschaftsschutzgebiete
- Das Schlaubetal mit 6.420 ha, ist seit 1965 ausgewiesen, dazu gehören zum Beispiel die Teichanlagen der Kieselwitzer Mühle.
- Das Dorchetal und der Fasanenwald bei Neuzelle mit 646,6 ha sind seit 1965 geschütztes Gebiet.
- Der Göhlensee wurde 1968 mit 244,7 ha Landschaftsschutzgebiet.
- Der Pinnower See mit 407,5 ha,
- der Großsee mit 197,1 ha
- und der Pastling-See mit 80,5 ha sind ebenfalls seit 1968 geschützt.

## Bauwerke
Im Naturpark lagen 17 Mühlen, welche einst die Gewässer nutzen. Zu den 11 erhaltenen führt ein dichtes Netz von Wanderwegen und Naturlehrpfaden. Diese Mühlen nutzten das Wasser an natürlichen Gefällen und künstlich angestauten Gewässern zum Mahlen von Getreide und später auch als Hammer- oder Sägemühlen.

### Schlaube
- Die älteste Mühle ist die Müllroser Mühle, sie ist bereits 1275 in Betrieb gewesen und ist es als einzige heute noch.
- Im 12. Jahrhundert von den Brüdern des Johanniter-Ordens zu Friedland an der Schlaube erbaut, erhielt sie den Namen Ragower Mühle, als diese im 14. Jahrhundert vom  Gut Ragow erworben wurde. Die Ragower Mühle steht heute mit erhaltener Mühlentechnik von 1920 als Museum unter Denkmalschutz.
- Die 1420 erbaute Schernsdorfer Mühle, später Mittelmühle genannt, findet sich nach ihrem Abriss Ende der 1970er Jahre nur noch als Fundamentrest. Es gibt Überreste des Mühlendeiches und des Zuleitungskanals.
- Die Mühle in Kupferhammer erhielt 1553 ein Kupferhammerwerk und war weithin nur als der Kupferhammer bekannt. Heute erinnert eine Gaststätte sowie der Anstau der Schlaube an ihren einstigen Standort.
- Im 16. Jahrhundert wurde die Bremsdorfer Mühle aus Fachwerk erbaut. Lange als Mahlmühle, Tuchwalke und Schneidemühle genutzt, wurde bis zu ihrer Stilllegung 1958 mittels einer Turbine Energie gewonnen. Sie besitzt heute noch ein funktionsfähiges Mühlrad und wird als Gaststätte betrieben.
- Die Kieselwitzer Mühle war von 1420 bis 1930 in Betrieb, wurde dann zur Gaststätte umgebaut. Seit der Schließung 1958 erinnert nur der Mühlenteich mit den angeschlossenen Forellenaufzuchtteichen und ein Wasserfall an sie.
- Bereits 1420 urkundlich erwähnt wurde die Schlaubemühle als dy mole zu Werchenow am Wirchensee. Als Gaststätte bis in die 1970er betrieben, wurde sie verstaatlicht, 1993 auf dem Gelände das Naturschutz-Informationszentrum des BUND und ein nachgebautes Mühlrad errichtet.

### Dorche
- Von der Neuzeller Klostermühle, später Königlich Preußische Klostermühle, bereits 1557 bekannt, sind heute nur noch geringe Reste der Technik im Keller zu sehen, obwohl sie erst in den 1960er Jahren stillgelegt wurde. Bis zur Stilllegung diente sie der Stromerzeugung, Teich und Grabensysteme existieren noch.
- Die  Schlabener Mühle wurde 1350 erstmals erwähnt.[1] Als Belgers Mühle verrichtete die Getreidemühle ihren Dienst bis 1954 zur Herstellung von Roggenmehl und bis zu Beginn der 1960er Jahre für Futterschrot. Da die Inneneinrichtungen aus dem Jahre 1924/26 noch vollständig erhalten sind, steht sie unter Denkmalschutz. Das Mühlengebäude ist heute jedoch in einem sehr verfallenen Bauzustand.
- Die größte Mühle im Dorchetal war die Kummeroer Mühle. 1293 dem Kloster Neuzelle geschenkt, arbeitete die Mühle ab 1700 als Mehl-, Öl- und Stampfmühle bis zur Stilllegung 1930.
- Vom Kloster Neuzelle wurde 1650 eine Mahlmühle errichtet, die Neumühle. Von 1688 bis zur Stilllegung 1950 wurde sie als Schneidemühle genutzt.
- Nahe der Schwerzkoer Mühle entstand im 16. Jahrhundert die Mittelmühle. Bereits vor dem Ersten Weltkrieg wurde sie als Gastwirtschaft betrieben, nach dem Zweiten Weltkrieg befand sich bis 1958 eine Weberei in den Räumlichkeiten. Danach zum Ferienheim umgebaut, wurde wie mit der Wende geschlossen.
- Urkundlich bereits 1420 wurde die Schwerzkoer Mühle erwähnt. Die ehemalige Mahl- und Schneidemühle, deren Wasserrad 3,20 Meter hoch und 1,50 Meter breit ist, beherbergt in ihren denkmalgeschützten Räumlichkeiten einen Mühlenladen und eine Gaststätte. Es gibt Schauvorführungen des Sägegatters.

### Oelse
- Seit 1406 ist die an der damaligen Zollstrecke liegende Oelsener Mühle bekannt. Von 1665 bis 1954 war sie eine Mahlmühle, in welcher auch Ölsaaten vermahlen wurden. Seit 1990 ist das Sägegatter wieder in Betrieb.
- 1620 wurde eine Schneidemühle erbaut, welche 1758 zur Öl- und Grützmühle umgerüstet wurde. Ab 1831 als Walkmühle eingerichtet, was ihr den Namen Walkemühle gab, dann bis 1957 wieder Mehl mahlend, kam ihr Abriss um 1975. Auf dem Gelände befindet sich ein neues Gebäude.
- Die Jankemühle wurde um 1600 als Mahlmühle errichtet. Ab 1675 als Schneidemühle war sie bis zum Ersten Weltkrieg in Betrieb. Danach hatte sie im Sommer Pensionsgäste. Mit der Aufnahme von Flüchtlingen im Zweiten Weltkrieg wurde sie aufgestockt, 1955 brannte sie ab. Die verbliebenen Gebäude werden seitdem von der Forstverwaltung genutzt.
- Matheus Klingemüller ließ um 1610 seine Mühle erbauen. Die Klingemühle wurde 200 Jahre später als Bauernhof genutzt, ab 1970 als Ferienheim. Heute erinnert nur ein nachgebildetes Mühlrad an sie.